# Steiropteris
Steiropteris, rod papratnjača iz porodice Thelypteridaceae, dio reda osladolike. Na popisu je 28 vrsta u neotropima (Južna i Srednja Amerika i Karibi).

## Vrste
1. Steiropteris alstonii Salino & A. R. Sm.
2. Steiropteris buchtienii (A. R. Sm.) Salino & T. E. Almeida
3. Steiropteris clypeolutata (Desv.) Pic. Serm.
4. Steiropteris comosa (C. V. Morton) Salino & T. E. Almeida
5. Steiropteris connexa (Kuhn ex Baker) comb. ined.
6. Steiropteris decussata (L.) A. R. Sm.
7. Steiropteris deltoidea (Sw.) Pic. Serm.
8. Steiropteris fendleri (D. C. Eaton) Pic. Serm.
9. Steiropteris gardneriana (Baker) Pic. Serm.
10. Steiropteris glabra A. R. Sm. & M. Kessler
11. Steiropteris glandulosa (Desv.) Pic. Serm.
12. Steiropteris hatschbachii (A. R. Sm.) Salino & T. E. Almeida
13. Steiropteris hottensis (C. Chr.) Salino & T. E. Almeida
14. Steiropteris insignis (Mett.) Pic. Serm.
15. Steiropteris leprieurii (Hook.) Pic. Serm.
16. Steiropteris lonchodes (D. C. Eaton) Pic. Serm.
17. Steiropteris mexiae (C. Chr. ex Copel.) Salino & T. E. Almeida
18. Steiropteris nana (A. Rojas) comb. ined.
19. Steiropteris parva (A. R. Sm. & M. Kessler) Salino & T. E. Almeida
20. Steiropteris pennellii (A. R. Sm.) Salino & T. E. Almeida
21. Steiropteris polyphlebia (C. Chr.) Salino & T. E. Almeida
22. Steiropteris polypodioides (Raddi) Salino & T. E. Almeida
23. Steiropteris praetervisa (Kuhn) Pic. Serm.
24. Steiropteris seemannii (J. Sm.) Salino & T. E. Almeida
25. Steiropteris setulosa (A. R. Sm.) A. R. Sm. & S. E. Fawc.
26. Steiropteris valdepilosa (Baker) Pic. Serm.
27. Steiropteris villosa (Link) Salino & T. E. Almeida
28. Steiropteris wrightii (Mett. ex D. C. Eaton) Pic. Serm.

## Sinonimi
- Glaphyropteris Fée
- Dryopteris subgen.Glaphyropteris (Fée) C.Chr.
- Thelypteris subgen.Glaphyropteris (Fée) Alston
- Thelypteris sect.Glaphyropteris (Fée) Morton
- Thelypteris subgen.Steiropteris (C.Chr.) K.Iwats.
- Glaphyropteris (Fée) C.Presl ex Fée
- Glaphyropteris (Fée) C.Presl, Abh. (K.) Böhm. Ges. Wiss.
- Phegopteris subgen.Glaphyropteris Fée
- Steiropteris subgen.Glaphyropteris (Fée) A.R.Sm.